# Oxie
Oxie è un'area urbana del comune di Malmö in Svezia di 9 225 abitanti.

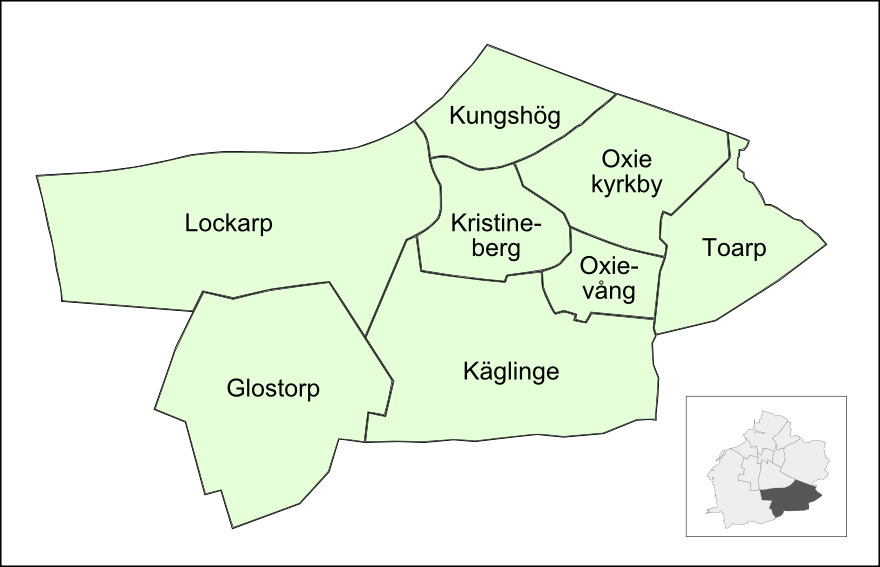
Area urbana di Oxie.